# Пальчиковые игры
Пальчиковые игры — общепринятое название занятий на развитие мелкой моторики у детей.

## Описание
Сорока, сорока,

Кашку варила

Деток кормила:

Этому дала, этому дала,

этому дала, этому дала,

а этому — не дала!

Он воду не носил,

Дров не рубил,

Печку не топил,

Кашку не варил:

Нет ему ничего!
Как правило, пальчиковые игры сопровождаются рифмованными историями или сказками, чтобы занятие было интересно ребёнку.
Одной из самых известных потешек для пальчиковой игры является «Сорока».
Движения в пальчиковых играх сильно варьируются в зависимости от возраста ребёнка. Если в 6−7 месяцев большинство действий производит взрослый, поглаживая ладони и загибая пальцы малыша, то к трём годам ребёнок вполне способен показывать пальцами сложные жесты, самостоятельно рассказывая при этом текст истории.

## Значение
Связь мелкой моторики пальцев и речевой функции была подтверждена исследователями Института физиологии детей и подростков. В числе исследователей можно назвать А. В. Антакову-Фомину, М. И. Кольцову, Е. И. Исенину.
Пальчиковые игры развивают мелкую моторику, а её развитие стимулирует развитие некоторых зон головного мозга, в частности речевых центров. Развитие мелкой моторики готовит руки ребёнка к разнообразным действиям в будущем: рисованию, письму, различным манипуляциям с предметами и т.д.
Занятия пальчиковыми играми способствуют расширению словарного запаса, а если стихотворение не проговаривать, а напевать — то и музыкального слуха.
Гармонизация движений тела, мелкой моторики рук и органов речи способствует формированию правильного произношения, помогает избавиться от монотонности речи, нормализовать её темп, учит соблюдению речевых пауз, снижает психическое напряжение.
Также занятия пальчиковыми играми помогают достичь тесного контакта, в том числе и тактильного, между взрослым и ребёнком, что положительно сказывается на дальнейших отношениях между ними и, наконец, такие занятия, как правило, очень нравятся малышам.